# Maxe Baumann: Ferien ohne Ende
Ferien ohne Ende ist ein deutsches TV-Lustspiel von Peter Hill aus dem Jahr 1976. Es ist der erste Schwank der Maxe-Baumann-Reihe mit Gerd E. Schäfer in der Titelrolle. Er wurde am 31. Dezember 1976 zum ersten Mal im Programm des Fernsehens der DDR ausgestrahlt. Die Nebenrollen sind mit unter anderem mit Margot Ebert, Helga Hahnemann und Rolf Herricht besetzt.

## Handlung
Maxe Baumann ist nach 50 Jahren Arbeit in Rente gegangen und will nun in seinen Ferien ohne Ende die Dinge machen, zu denen er bis jetzt aus Zeitmangel nicht gekommen ist.
Das schöne Rentnerleben ist aber weit anstrengender für ihn als gedacht: Es ist total chaosreich, häuslich wie auch familiär gesehen, denn Maxe tut alles andere als in Ruhe das Rentnerdasein zu genießen. Er möchte am liebsten alles auf Vordermann bringen: seine Familie, seinen Haushalt wie auch Wohnung und Garten.
Dabei geht es drunter und drüber, Maxe leistet sich einige schwere Fehler und Aussetzer. So bohrt er bei dem Versuch ein Bild aufzuhängen die Stromleitung an oder sägt dem Esstisch die Beine ab, weil dieser wackelte. Aufgrund von Eindringlingen in der Gartenanlage entwickelt Baumann mit seinem Gartennachbarn einen Plan, erwischt am Ende aber nur seinen Enkel mit dessen Freundin beim Rendezvous. Um den beiden ihre Beziehung zu retten und ihre Heirat zu ermöglichen, von der ihre Eltern noch nichts wissen, legt sich Opa Maxe ordentlich ins Zeug. Dabei entsteht allerdings ein gehöriges Durcheinander. So organisiert er die Hochzeitsfeier, ohne zu berücksichtigen, dass die Trauung so kurzfristig gar nicht möglich ist. Den verblüfften Eltern des Brautpaars, die vergeblich am Standesamt gewartet hatten, erklärt er kurzerhand, dass sie wohl vor dem falschen Amt gewartet hätten. Doch diese vorgetäuschte Hochzeit fliegt letztendlich auf. Daraufhin will Baumann sich betrübt zurückziehen, doch eine Person erweist sich als große Hilfe: Maxes Arbeitsnachfolgerin Erna Mischke baut ihn wieder auf und ist eine gute Freundin. Sie entwickelt sogar einen Plan, wie er aus diesem ganzen Schlamassel wieder herauskommt. Sie gesteht ihrem alten Freund und Arbeitskollegen, dass sie selber heiraten will und deshalb sehr viel zu organisieren hätte. Deshalb will sie vorerst nur halbtags arbeiten und Maxe soll sie den Rest der Zeit im Betrieb vertreten. Maxe ist allerdings sehr verblüfft, als er Ernas Bräutigam kennenlernt, denn es ist Ferdinand Holz, der zukünftige Schwiegervater seines Enkels, der anfangs komplett gegen die Hochzeit seiner Tochter war.

## Kuriosität
Obwohl es sich natürlich um eine Live-Aufzeichnung handelte, wurden die Verse (zumindest in der heute vorliegenden Fassung) von Genia Lapuhs für die Fernsehausstrahlung deutlich hörbar nachsynchronisiert. Zudem stimmen die Worte in diesen Passagen nicht mit den Lippenbewegungen überein. Ob es sich dabei um einen Fall von Zensur handelte, weil möglicherweise von einem anderen Künstler die Rede war als von Hauff & Henkler, der im Zuge der Biermann-Affäre missliebig geworden war, kann nicht sicher belegt werden. Möglich ist auch, dass einfach nur Versprecher ausgebessert wurden.